# Pseudapoderus melanopus
Pseudapoderus melanopus es una especie de coleóptero de la familia Attelabidae.

## Distribución geográfica
Habita en Zimbabue.